# کریملوا
کریملوا (به فرانسوی: Crimolois) یک کمون در فرانسه با جمعیت ۵۹۱ نفر است که در Canton of Dijon-2 واقع شده‌است.